# Fyrkat
Fyrkat ist der Name einer kreisförmigen Wikingerburg mit Ringwall in der Nähe der Ortschaft Hobro in Dänemark. Fyrkat und die etwas größere Trelleborg nahe Slagelse sind bislang am besten untersucht. Wikingerburgen werden in den schriftlichen Quellen nicht erwähnt. Seit 2023 gehört Fyrkat als Teil der Stätte „Ringburgen des Wikingerzeitalters“ zum UNESCO-Weltkulturerbe.

## Lage und Konstruktion
Die Burg liegt auf einer schmalen Landzunge im Bachtal der Osnild Å, wenige Kilometer vom Mariagerfjord entfernt in der Nähe von Hobro in Nordjütland. Um die Burg auf der Landzunge bauen zu können, waren umfangreiche Auffüllarbeiten notwendig. Ob die Burg zur Zeit ihres Baus per Schiff erreichbar war, ist nicht sicher. In der Nähe verlief die wichtige Straße zwischen Aalborg und Viborg. Die Umwallung stellte dank der Geländeverhältnisse eine starke Befestigung dar, während der flache Graben fortifikatorisch von untergeordneter Bedeutung war. Er wurde nicht fertiggestellt. Der Zugang erfolgte durch das Westtor, vor dem ein kleines „Wachhaus“ stand.
Die Anlage misst 120 Meter im Durchmesser und wurde nur näherungsweise symmetrisch angelegt. Im Detail fällt auf, dass die Position der Zugänge, von denen jedes Haus zwei hat, wechselt. Die Häuser hatten gebogene Längsseiten. Sie waren 28,5 Meter lang und 8,5 Meter breit mit geringerer Breite an den Enden. Für ein Haus wurden etwa 66 große Eichen benötigt. Innen hatten die Häuser eine 18 Meter lange Mittelhalle und zwei kleine Giebelräume, die Türen mit einem Windfang an der Giebelfront und an den Längsseiten aufwiesen. An der restaurierten Burganlage Fyrkat steht ein im Jahr 1985 rekonstruiertes Wikingerhaus. Die Größe der Gebäude und die Verteilung der Feuerstellen deuten darauf hin, dass nicht alle Gebäude bewohnt waren. Gebäude ohne Feuerstelle dürften Lagerräume oder Ställe gewesen sein. Sie lagen immer direkt innen am Wall. In anderen Häusern wurde Gold, Silber, Bronze und Eisen verarbeitet. Bei den Ausgrabungen kamen eine Reihe von Fundstücken aus dem Alltag zu Tage, die in den Pfostenlöchern, den Wallgräben und den Häusern entdeckt wurden. Eine große Anzahl an Ton- und Holzgefäßen, Angelhaken, Pfeilspitzen, Scheren, Spindel und Drehmühlen sowie Geräte und Handelsgüter wurden gefunden.
Nördlich der Burg liegt ein Gräberfeld mit 29 Gräbern. Die meisten waren um eine ca. 40 Meter lange aus Holz errichtete Anlage angeordnet, vielleicht einem Bohlenweg oder einer Plattform. Sie verlief parallel zur Ost-West-Achse der Burg und war vermutlich Teil einer umfassenden Planung. Anhand der Grabbeigaben konnten ein Männergrab und drei Frauengräber identifiziert werden. Neun weitere sind so klein, dass es wohl Kindergräber waren. Zwei Frauen wurden in Wagenkästen beigesetzt. Eine der Frauen trug silber- und golddurchwirkte Textilien und hatte viele Grabbeigaben, darunter auch Importe, die Kontakte nach Osten belegen. Die Münzprägungen sind dänisch-nordisch-baltisch wie in Trelleborg.

## Datierung

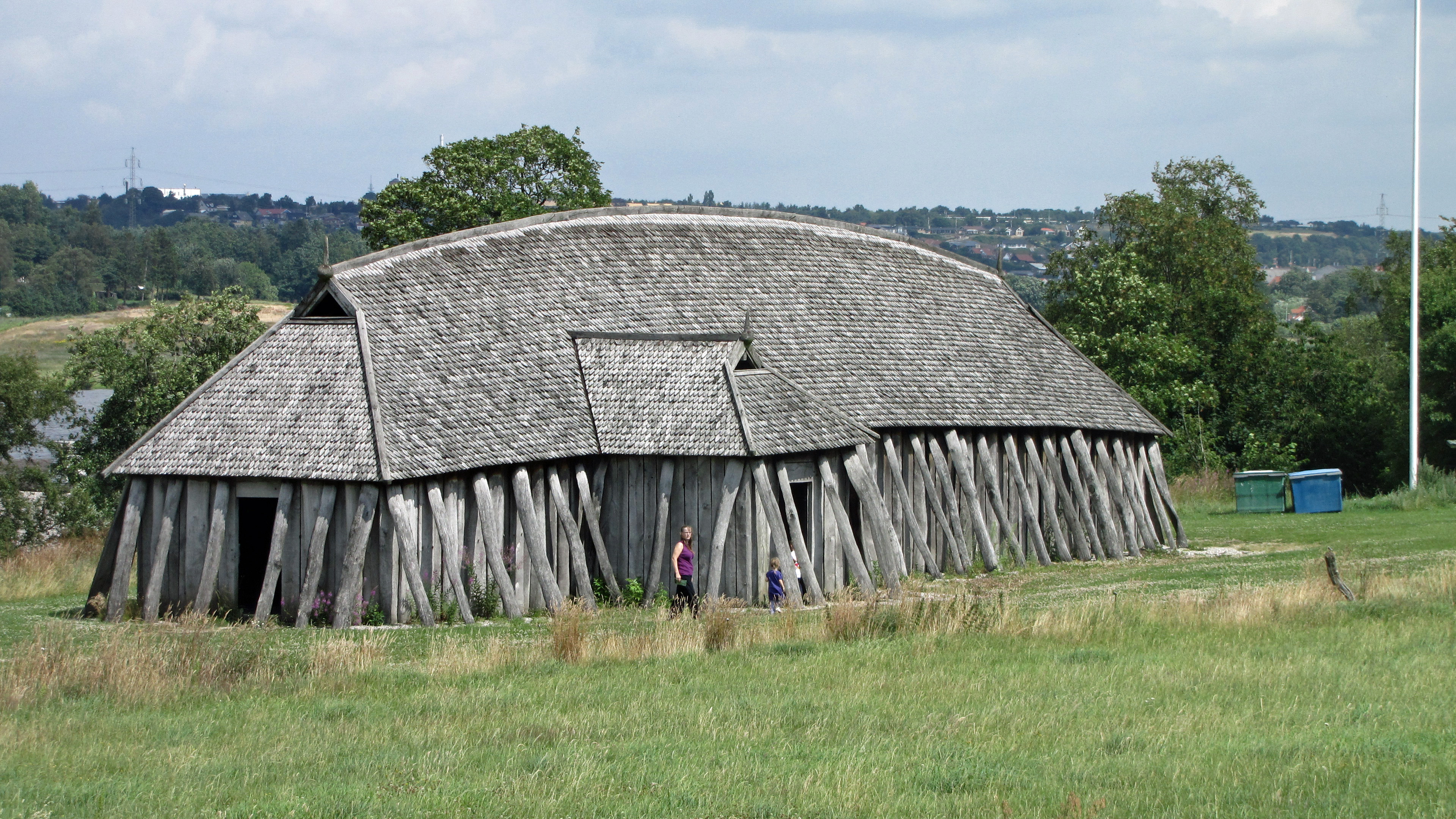
Rekonstruiertes Wikingerhaus in Fyrkat

Fyrkat ist wie die drei anderen gleichartigen Anlagen dendrochronologisch in die Regierungszeit Harald Blauzahns zwischen den Jahren 970 und 980 datiert. Die Datierung für die Burg gilt auch für das Gräberfeld.
Die Burg wurde – wenn überhaupt fertiggestellt – nur kurzzeitig benutzt. Die Funde stammen typologisch einheitlich vom Ende des 10. Jahrhunderts, die Pfostenlöcher zeigen keine Spuren von Reparatur. Der Wall war auf der Seite der Aufschüttung abgesackt und wurde nicht wieder ergänzt.
Die Anlage brannte ab.

## Freilichtmuseum Vikingecenter Fyrkat

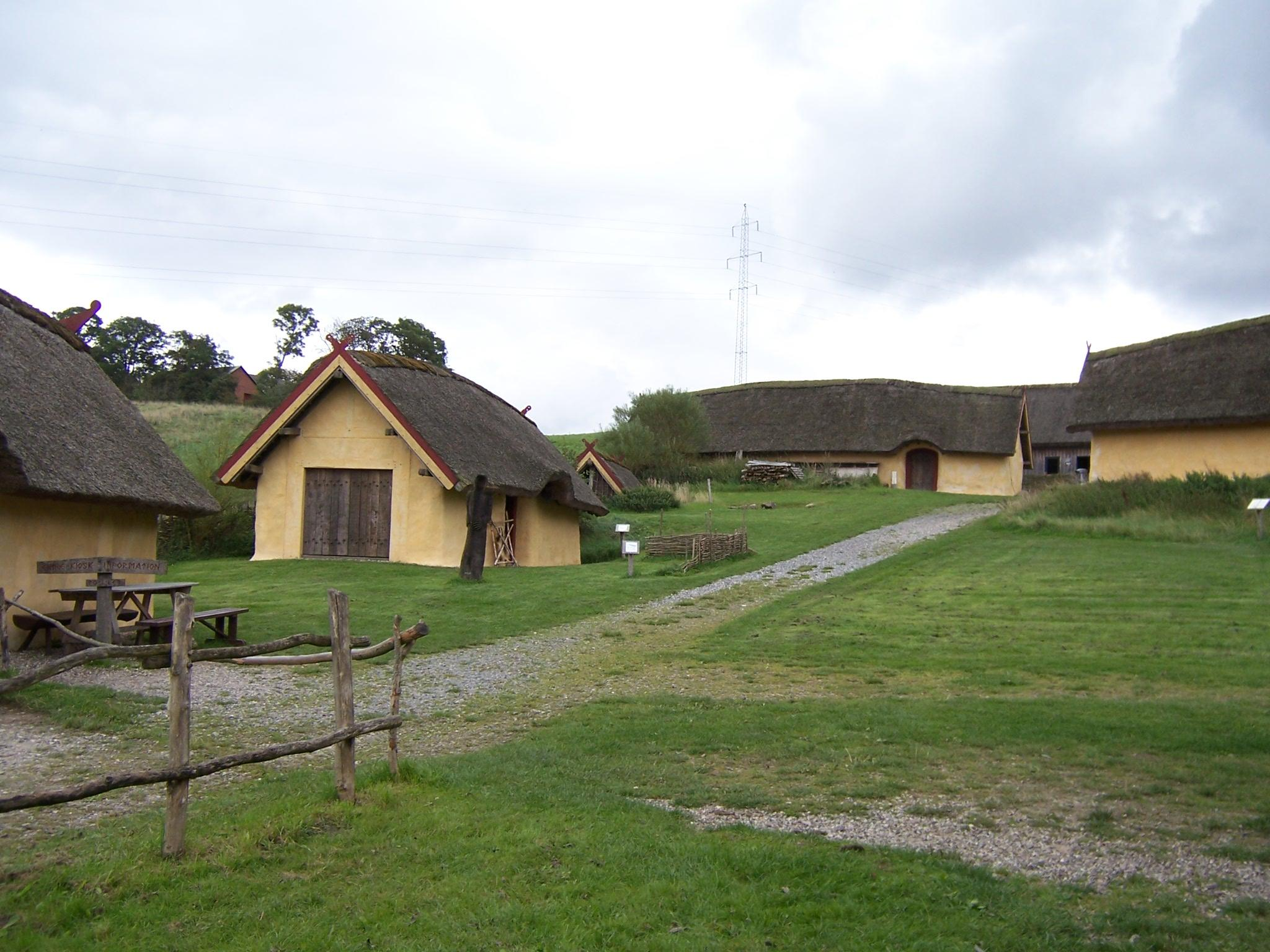
Rekonstruierter Hof eines Großbauern aus der Wikingerzeit in Fyrkat

Zusätzlich zu dem im Jahr 1985 neben der Wallanlage errichteten standardisierten „Garnisonshaus“ wurde in etwa einem Kilometer Entfernung der Hof eines Großbauern nach den Befunden der Ausgrabungen von Vorbasse, etwa 29 Kilometer südwestlich von Jelling gelegen, errichtet. Neben dem Wohnhaus des Bauern, einem in 1993 vollendeten Langhaus, gibt es eine Schmiede, eine Scheune und andere kleinere Nebengebäude sowie ein Besucherzentrum.
Die Anlage wird vornehmlich für museumspädagogische Aktivitäten genutzt und dient der Vermittlung des Lebensumfeldes der Wikingerzeit.